# Volksbank Filder
Die Volksbank Filder eG ist eine deutsche Genossenschaftsbank mit Sitz im Stadtteil Sielmingen in der baden-württembergischen Stadt Filderstadt im Landkreis Esslingen. Der Verwaltungssitz befindet sich in Neuhausen auf den Fildern.

## Geschichte
Die heutige Volksbank Filder eG ist aus den Fusionen von sechs selbstständigen Banken hervorgegangen. Diese sind aus der genossenschaftlichen Idee von Hermann Schulze-Delitzsch und Friedrich Wilhelm Raiffeisen entstanden.
Die Neuhausener Bank eG und die Sielminger Bank eG verschmolzen am 25. Juni 1998 zur Volksbank Filder eG mit dem Sitz in Neuhausen auf den Fildern. Der Verschmelzungsvertrag der Bonlander Bank eG, der Plattenhardter Bank eG, der Stettener Bank eG und der Volksbank Filder eG wurde am 17. April 2000 unterschrieben und die Fusion im Jahr 2000 vollzogen.

### Neuhausener Bank eG
Mit 92 Mitgliedern und einigen hundert Gulden Anfangskapital wurde 1868 in Neuhausen auf den Fildern die „Spar- und Gewerbebank Neuhausen a.d.F.“ ins Leben gerufen. Sie wurde auf den Statuten von Hermann Schulze-Delitzsch sowie der Verfassung der Bank als ein Bankverein gegründet. Die Gründer waren von der Hoffnung beseelt, mittels eines festen solidarischen Zusammenschlusses der Kleinhandwerker und Kleinbauern deren Wirtschafts- und Ertragskraft zu stärken. Erster Vorstandsvorsitzender und Direktor war Schultheiß Gustav Beron. 1903 wurde in Neuhausen das erste Konkurrenzinstitut gegründet. Hierzu fanden sich am 8. November auf Einladung von Johann Baptist Schaller eine Anzahl Neuhausener Bürger im Saal des Gasthofs „Zum Saalbau“ ein und gründeten unter dem Vorsitz Schallers einen „Darlehenskassenverein“. In Harthausen wurde im März 1933 auf Wunsch der Mitglieder eine Zahlstelle eingerichtet, deren Leitung Mitglied Jakob Walz, Bürgermeister a. D. übernahm. Am 8. Oktober 1933 beschlossen die Generalversammlungen von Genossenschaftsbank Neuhausen eGmuH und Darlehenskassenverein Neuhausen eGmuH die Verschmelzung beider Institute. Am 24. November 1933 wurde die neu entstandene Genossenschaft unter der Firma „Neuhausener Bank eGmuH“ im Genossenschaftsregister eingetragen. Im Jahr 1965 wurde die Fusion der Neuhausener Bank eGmbH mit der Spar- und Darlehnskasse Harthausen eGmbH mit dem Sitz in Harthausen vollzogen.

### Plattenhardter Bank eG
Die Genossenschaftsbank in Plattenhardt wurde am 14. August 1892 in Plattenhardt als „Darlehenskassenverein Plattenhardt“ zur Selbsthilfe der Landwirte gegründet. Als erster Vorsteher wurde Johannes Georg Seiser, Gemeindepfleger, gewählt, als Vorsitzender des Aufsichtsrats Schullehrer Johannes Fritz. Später firmierte die Bank dann als Genossenschaftsbank Plattenhardt eGmbH bzw. als Plattenhardter Bank eG.

### Bonlander Bank eG
Im Saal des Bonländer Rathauses gründeten 65 Bürger der damaligen Stadt Bonlanden am 14. August 1892 den „Darlehenskassenverein Bonlanden“. Den 1. Vorsitz der Genossenschaft hatte der Kaufmann Friedrich Schweizer. Weitere Mitglieder waren der Schultheiß Christian Hörz, der Gastwirt Friedrich Weinmann, der Bauer Gottlieb Neuhäuser und der Schäfer Christian Ramseyer. 1955 erfolgte die Umbenennung des Darlehenskassenvereins Bonlanden in Genossenschaftsbank Bonlanden Krs. Esslingen eGmbH und 1962 in Bonlander Bank eGmbH. 502 Mitglieder waren Träger der Genossenschaft.

### Sielminger Bank eG
Am 1. Oktober 1894 haben sich im Rathaussaal in Untersielmingen 86 Bürger der damals ca. 1350 Einwohner zählenden Gemeinden Obersielmingen und Untersielmingen versammelt, um den „Darlehenskassenverein Sielmingen“ zu gründen. Schultheiß Mack war von 1894 bis 1910 Vorstandsvorsitzender. Später firmierte die Bank dann als Genossenschaftsbank Sielmingen eGmbH bzw. als Sielminger Bank eG.

### Stettener Bank eG
Am 23. Januar 1918 fanden sich im Gasthaus Krone 37 Stettener Bauern, Handwerker und Arbeiter zusammen, um den „Darlehenskassenverein Stetten“ mit Sitz in Stetten auf den Fildern zu gründen. Aus ihrer Mitte wählen sie Ludwig Groß als Vorsitzenden des Vorstandes und David Schlecht als Aufsichtsratsvorsitzenden. Erster Rechner wird Jakob Koch. Im ersten Geschäftsjahr des Stettener Darlehenskassenvereins konnte ein Gewinn von 292,29 Mark erwirtschaftet werden. Um auch durch den Namen die Verbundenheit der Bank mit dem Ort zu dokumentieren, fand 1961 eine Änderung der Firmenbezeichnung von Genossenschaftsbank Stetten a. F. eGmbH auf Stettener Bank eGmbH statt. Die Generalversammlung beschließt am 27. Oktober 1978 die Umfirmierung in Stettener Bank eG.

## Rechtsverhältnisse
Die Volksbank Filder eG ist im Genossenschaftsregister beim Amtsgericht Stuttgart unter GnR 220104 eingetragen.

## Organisationsstruktur
Rechtsgrundlagen sind das Genossenschaftsgesetz und die durch die Vertreterversammlung beschlossene Satzung. Organe der Bank sind der Vorstand, der Aufsichtsrat und die Vertreterversammlung.

### Vertreterversammlung
Die Rechte der Mitglieder in den Angelegenheiten der Genossenschaft werden von Vertretern der Mitglieder in der Vertreterversammlung ausgeübt, solange die Mitgliederzahl 1.500 übersteigt. Die Vertreter werden von den Mitgliedern gewählt. Bei der Vertreterwahl haben alle Mitglieder eine Stimme – unabhängig von der Anzahl der Geschäftsanteile. Die Vertreter werden grundsätzlich für vier Jahre gewählt. Vorstand und Aufsichtsrat legen vor der Vertreterversammlung Rechenschaft über ihre Tätigkeit ab. Die Vertreterversammlung stellt den Jahresabschluss fest und beschließt, wie der Jahresüberschuss verwendet werden soll. Außerdem entscheidet sie über die Entlastung des Aufsichtsrates und des Vorstandes.

### Aufsichtsrat
Der Aufsichtsrat wird von der Vertreterversammlung gewählt. Er überwacht die Geschäftsführung des Vorstandes und kontrolliert die Geschäftsergebnisse. Der Aufsichtsrat berichtet zudem einmal jährlich in der Vertreterversammlung über den Jahresabschluss und die durchgeführte Prüfung.

### Vorstand
Der Vorstand der Volksbank Filder eG besteht aus zwei Mitgliedern, die vom Aufsichtsrat bestellt wurden. Sie leiten die Bank eigenverantwortlich, vertreten sie nach außen und führen die Geschäfte. Der Vorstand ist dem Aufsichtsrat und den Mitgliedern der Bank zur Rechenschaft verpflichtet.

## Genossenschaftliche Finanzgruppe der Volksbanken Raiffeisenbanken
Die Volksbank Filder eG ist Teil der genossenschaftlichen Finanzgruppe Volksbanken Raiffeisenbanken und Mitglied beim Bundesverband der Deutschen Volksbanken und Raiffeisenbanken (BVR). Der gesetzliche Prüfungsverband ist der Baden-Württembergische Genossenschaftsverband e.V.

## Sicherungseinrichtung
Die Volksbank Filder eG ist der amtlich anerkannten Sicherungseinrichtung des Bundesverbandes der Deutschen Volksbanken und Raiffeisenbanken GmbH und der zusätzlichen freiwilligen Sicherungseinrichtung des Bundesverbandes der Deutschen Volksbanken und Raiffeisenbanken e.V. angeschlossen. 

## Geschäftsausrichtung
Die Volksbank Filder eG betreibt das Universalbankgeschäft. Im Verbundgeschäft arbeitet sie mit der DZ Bank, R+V Versicherung, Bausparkasse Schwäbisch Hall, Teambank, VR Smart Finanz, DZ Privatbank, easyCredit, Münchener Hypothekenbank, DZ Hyp und der Union Investment zusammen. 

## Geschäftsgebiet
Das Geschäftsgebiet liegt in Filderstadt im Westen des Landkreises Esslingen.
An diesen Orten betreibt die Bank Filialen:
- Sielmingen (Hauptstelle, jur. Sitz)
- Neuhausen auf den Fildern (Geschäftsstelle)
- Stetten auf den Fildern (Geschäftsstelle)
- Plattenhardt (Geschäftsstelle)
- Bonlanden (Geschäftsstelle)
- Harthausen (SB-Geschäftsstelle)

Ebenfalls in Filderstadt mit sich angrenzendem Geschäftsgebiet ist die Bernhauser Bank eG ansässig.